# Mané Lud
Mané Lud gehört zu den größten und bedeutendsten Megalithen in der Bretagne (Frankreich). Der Tumulus wurde  im Jahr 1889 zum Monument historique erklärt.

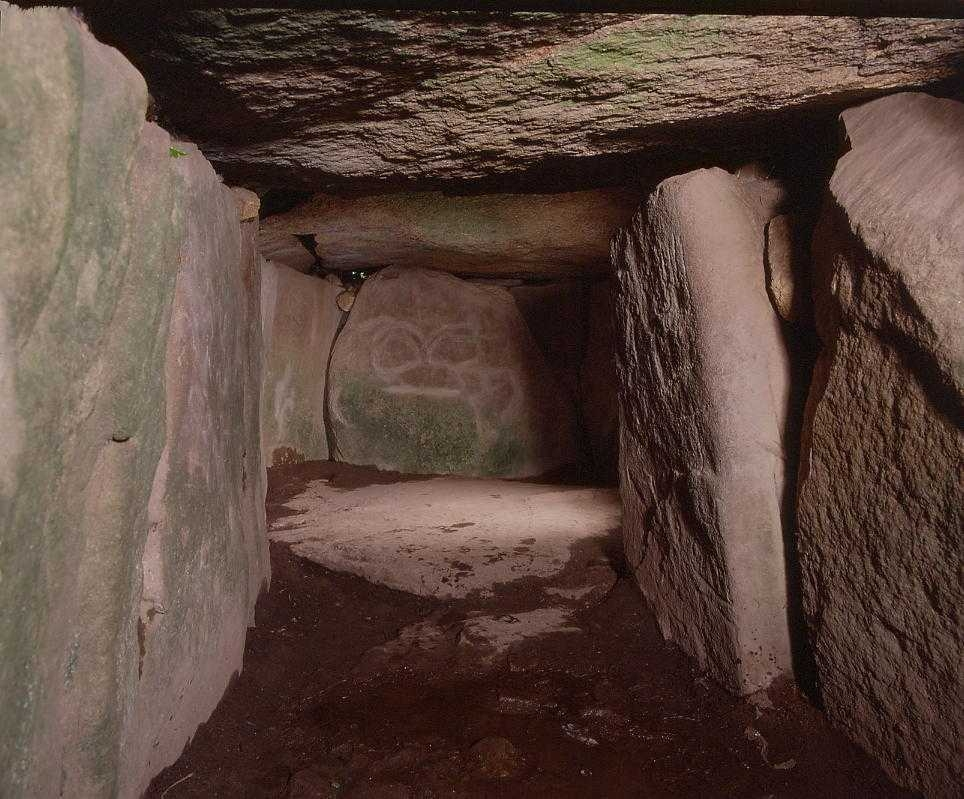
Mané Lud – Innenansicht. Die Ritzzeichnung auf dem Hauptstein der Kammer zeigt möglicherweise einen blasenden Wal; die monolithische Bodenplatte ist stelenförmig behauen. Beide Steine sind wahrscheinlich Bruchstücke wiederverwendeter Menhire.

## Lage
Die Anlage liegt auf dem höchsten Punkt einer Halbinsel am nördlichen Ortsrand der Kleinstadt Locmariaquer in der Nähe des Golfs von Morbihan.

## Tumulus
Der gewaltige Tumulus von Mané Lud hat eine ost-westlich verlaufende Ovalform und ist etwa 80 m lang, maximal 50 m breit und ca. 5 m hoch, in seiner Mitte wurde ein steinernes Grab mit den Überresten zweier Skelette sowie Grabbeigaben in Form von Feuerstein und Keramikscherben gefunden. Der Tumulus besteht im Wesentlichen aus Erdaufschüttungen und nicht aus Bruchsteinen, wie sie bei den sonstigen Hügelanlagen der Umgebung üblich waren. Ein kleinerer Ursprungsbau wurde wahrscheinlich mehrfach erweitert; an seinem westlichen Ende befindet sich ein frei zugängliches Ganggrab (Dolmen).

## Dolmen

### Aufbau
Der Dolmen von Mané Lud besteht aus einem etwa 10 m langen Gang aus ursprünglich mehr als 20 Orthostaten und einer etwa 4 m × 3 m großen Kammer, bestehend aus etwa 7 Tragsteinen. Die Decksteine sind nur noch auf den letzten 5 Metern des Gangs sowie in der Kammer erhalten. Die Kopfhöhe des Gangs steigt vom Eingang aus leicht an und erreicht in der Kammer etwa 1,8 m.
Der Boden der Kammer besteht aus einer einzigen großen Tafel Orthogneiss, die wahrscheinlich ein wiederverwendeter Plattenmenhir ist. Die Form dieser großen Platte diktiert die Kammerform.

### Steine
Die meisten Steine im Gangbereich sind aus Granit. Die Steine der Kammer bestehen jedoch überwiegend aus dem leichter zu bearbeitenden und zu ritzenden Orthogneis, der aus der Gegend von Auray (etwa 10 km nördlich) stammt und häufig bei den älteren – in späterer Zeit wahrscheinlich absichtlich umgestürzten – Großmenhiren in der Umgebung von Locmariaquer zur Verwendung kam (Grand Menhir-Brisé). Bei den Orthogneis-Steinen im Dolmen von Mané Lud handelt es sich wohl durchgängig um wiederverwertete Menhire, wie sie auch an anderen Bauten in der Umgebung (Table des Marchand, Er Grah, Mané Rutual, Gavrinis) zu finden sind. Die Deckplatte des Mané Lud weist die Maße von 8,30 m Länge, 4 m Breite und 0,5 m Dicke auf. Ihre Oberseite lag vermutlich mehrere Jahrtausende lang frei, denn sie ist stark verwittert. Die Unterseite ist nur teilweise sichtbar, da sie jeweils zur Hälfte über der Kammer bzw. im Tumulus verborgen liegt; aufgrund der unsachgemäßen Auflage zerbrach sie. Bei Mané Lud besteht der Kammerboden (wie im Petit Mont 2) aus dem Teilstück eines gestürzten Menhirs, das die Form spitz zulaufenden Stele hat. Eine in etwa gleich große, jedoch reich mit Ornamenten geschmückte Stele bildet den Hauptstein im Innern der Kammer der Table des Marchand.

## Ornamentik
Die Anlage ist vor allem wegen etlicher Darstellungen auf den inneren Wandflächen bekannt, wobei die Granitsteine undekoriert blieben und nur die aus Orthogneis bestehenden Steine mit Ritzzeichnungen versehen wurden. Diese wurden u. a. als Äxte, Göttinnen, Schlangen, Ruderboote und Wellen gedeutet; auch einige Krummstäbe (Báculos) und rechteckige Formen sind erkennbar.
Der französische Megalith-Forscher Serge Cassen interpretiert die Darstellung auf dem Hauptstein der Grabkammer nunmehr als einen – vergleichsweise naturgetreu dargestellten – blasenden Wal, wie er – seiner Meinung nach – auch in Gavrinis zu finden ist. Im Nordwesten Spaniens gibt es mehrere Darstellungen dieser Art (allerdings in kleinerer und stärker abstrahierter Form), die schon seit längerem als Wale gedeutet werden (Schnittzeichnungen und Fotos siehe Weblinks). Auch die stelenförmige Bodenplatte der Kammer enthält großflächige – allerdings undeutliche – Einritzungen.

## Datierung
Die Wiederverwertung älterer – wohl mit Absicht umgestürzter – Menhire als Tragsteine bzw. als Bodenplatte und Deckenstein geschah möglicherweise parallel zu den anderen Bauten im Gebiet des Golfs von Morbihan und verweist auf eine Bauzeit des Dolmens in den Zeitraum zwischen 4200 und 4000 v. Chr. Nach den bisherigen Erkenntnissen ist an dem Tumulus mehrere Jahrhunderte lang gebaut worden; da er die Deckenplatte des Dolmens teilweise überdeckt, ist – zumindest in Teilen – eine jüngere Datierung anzunehmen.